# Франсес, Виктория
Викто́рия Фра́нсес (исп. Victoria Francés; род. 25 октября 1982, Валенсия) — испанская художница, фотомодель и писательница.

## Биография
Виктория Франсес родилась в Валенсии, окончила Академию искусств Сан-Карлос в Валенсии и получила степень бакалавра изящных искусств в Политехническом университете Валенсии. В настоящее время она живёт в Галисии.
Во время путешествий во Францию и Великобританию Франсес впервые познакомилась с готической субкультурой, которая оказала существенное влияние на её творчество. Свою карьеру художницы она начала с создания почтовых открыток и постеров, а в 2004 году вышла её первая книга «Favole», для которой она сама сделала иллюстрации. В течение 2000-х годов Франсес активно работала как книжный иллюстратор, кроме того, её работы выходили в виде календарей с 2006 по 2009 годы.

## Стиль и влияние
На творчество Виктории Франсес оказали большое влияние такие писатели, как Говард Лавкрафт, Эдгар Аллан По, Энн Райс и Брэм Стокер. Другим источником вдохновения для неё стала готическая субкультура. В работах Франсес прослеживается влияние творчества художников Луиса Ройо и Джеральда Брома.
Основные персонажи произведений художницы — вампиры, суккубы и призраки, изображённые на фоне мрачных ландшафтов.